# La parte de los ángeles (película)
La parte de los ángeles (titulada The Angels' Share originalmente en inglés) es una comedia dramática británica, del año 2012, dirigida por Ken Loach y protagonizada por Paul Brannigan, John Henshaw, y William Ruane. Cuenta la historia de un joven de Glasgow que evita una pena de prisión. Está listo para pasar página, pero cuando él y sus amigos del servicio comunitario visitan una destilería de whisky, un nuevo camino se abre ante ellos. 

## Argumento
Las primeras escenas muestran a los protagonistas ser sentenciados a horas de servicio comunitario. Durante la primera sesión de trabajo comunitario, Robbie (Paul Brannigan), bajo la supervisión de Harry (John Henshaw), se va al hospital, ya que su novia, Leonie (Siobhan Reilly), va a dar a luz. En el hospital, Robbie es agredido y amenazado por los tíos y el padre (Gilbert Martin) de su novia, antes de que él pueda verla. Harry lleva a Robbie a su casa para limpiarle las heridas, y Leonie llama para anunciar que el hijo de Robbie, Luke, ha nacido. Harry y Robbie lo celebran con  un whisky especial. Robbie concurre a una audiencia con una de las víctimas de sus delitos anteriores, Anthony (Roderick Cowie), quien relata la agresión delante de Robbie, Leonie y sus familiares. Después, Leonie aclara que no quiere su hijo crezca alrededor de violencia y conflictos familiares.
Harry lleva el grupo a una destilería como recompensa por su buen comportamiento. Realizan una visita guiada que culmina con una cata de whisky. La mujer a cargo de la visita le da a cada uno un trago de whisky y les dice que lo huelan. Robbie se vuelve consciente de su capacidad para identificar sabores. 
Sin embargo, Robbie todavía es perseguido por su enemigo, Clancy (Scott Kyle). Está a punto de recibir una paliza de Clancy y sus amigos, pero es rescatado por el padre de Leonie. Robbie le pide una última oportunidad para empezar una vida con Leonie, pero su suegro le dice que es demasiado tarde, y que incluso si quisiera cambiar, no podría huir de la violencia que le rodea. El padre de Leonie le dice que la única manera de salir de tal lío, es irse de Glasgow e instalarse en Londres, pero sin Leonie. Le ofrece 5.000 libras para cerrar el trato.
En la siguiente sesión de servicio comunitario, Harry se acerca Robbie y le pregunta si le gustaría ir a una cata de whisky en Edimburgo, Robbie acepta e invita a los demás. En la cata se enteran de un whisky de muy alto valor, el Malt Mill, que se subastará pronto. Robbie recibe una tarjeta de un coleccionista de whisky, Thaddeus (Roger Allam). Cuando termina la cata, Mo (Jasmin Riggins) confiesa que ha robado documentos que revelan dónde está la bodega del "Malt Mill", a lo que Robbie contesta que no está interesado en robar más, y prefiere dejarlo por el bien de Leonie y Luke.
Robbie y Leonie visitan un piso que podrían alquilar por seis meses, pero entonces, descubre que uno de los amigos de Clancy los ha seguido, para saber donde van a vivir. Robbie se da cuenta de que no puede vivir amenazado, así que empieza planear el robo del Malt Mill. Sus compañeros van a la subasta, mientras Robbie se esconde en la bodega y pasa el Malt Mill a botellas vacías de Irn-Bru, antes de que Thaddeus y Angus Dobie (David Goodall) entren en la bodega. Robbie es testigo de como Thaddeus intenta sobornar a Dobie para que le venda el Malt Mill antes de la subasta, pero él se niega. Después, Robbie llena el barril del Malt Mill con un whisky barato. En la subasta, el grupo ve como Thaddeus no consigue llevarse el whisky, siendo superado por un americano, el cual lo prueba y no nota la mezcla.
Después, Robbie se acerca a Thaddeus y negocia una venta de tres botellas por £200,000, y "un trabajo de verdad". Planean hacer el intercambio en Glasgow, así que se disponen a volver a casa, pero Albert (Gary Maitland) rompe dos de las cuatro botellas durante un encuentro con la policía. Aun así, Robbie habla con Thaddeus, y negocia una venta por £100,000 y un trabajo permanente lejos de Glasgow. Después, Robbie les revela a sus amigos que no ha vendido dos botellas, sino una. La siguiente escena muestra a Harry volviendo a casa y encontrando una botella de Irn Bru en su mesa, junto a una nota dándole las gracias y un trozo de periódico con una foto de los chicos junto al barril del whisky. Huele la botella y descubre que es un Malt Mill.
En la escena final, vemos a Robbie y a Leonie yéndose a Stirling en un Volkswagen, ya habiéndose despedido del grupo. Acto seguido, el resto del grupo decide ir a malgastar el dinero. La película termina con la canción "500 Milles" de The Proclaimers.

## Reparto
- Paul Brannigan como Robbie.
- John Henshaw como Harry.
- Gary Maitland como Albert.
- Jasmin Riggins como Mo.
- William Ruane como Rhino.
- Roger Allam como Thaddeus.
- David Goodall como Dobie.
- Siobhan Reilly como Leonie.
- Roderick Cowie como Anthony.
- Scott Kyle como Clancy.
- Neil Leiper como Sniper.
- Gilbert Martin como Matt.

## Producción
La película fue producida por Sixteen Films, Why Not Productions y Wild Bunch. Está respaldada financieramente por el BFI, Les Films du Fleuve, Urania y France 2 Cinéma. El rodaje tuvo lugar en Glasgow y Edimburgo, y empezó el 25 de abril de 2011.

## Estreno
La película estuvo nominada para la Palma de Oro en el Festival de Cannes de 2012, y Loach ganó el Premio del Jurado. Es la undécima película de Loach que compite en el festival francés. Entertainment One adquirió los derechos de distribución para el Reino Unido e Irlanda. La película se estrenó el 1 de junio.

### Recepción de la crítica
La parte de los ángeles fue aclamada por la crítica. Rotten Tomatoes informa que el 88% de las críticas fueron positivas, basándose en 94 opiniones, con una media de 7.1 sobre 10. La película estuvo nominada para el Magritte Award por Mejor Película Extranjera en Coporducción y en el Festival de Cannes de 2012 ganó el Premio de Jurado (el tercer premio más prestigioso en el festival de cine).

### Formato casero
Entertainment One lanzó La parte de los ángeles en disco Blu-ray y en DVD el 24 de septiembre de 2012, en el Reino Unido.